# Cartea Porților

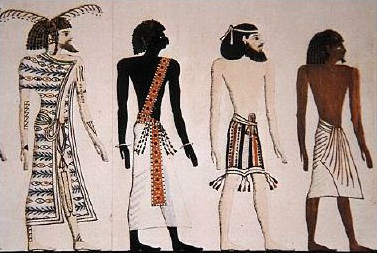
Desen din Cartea Porţilor, o frescă de pe mormântul lui Seti I, prezentând (de la stânga): libanez alb, nubian, asiatic, egiptean.

Cartea Porților  este un vechi text funerar egiptean din perioada Noului Regat. 
Se narează trecerea unui suflet nou decedat în lumea următoare, corespunzătoare călătoriei soarelui, deși în lumea de dincolo călătoria are loc în timpul orelor de noapte. Sufletul este obligat să treacă printr-o o serie de porți în diferite etape ale călătoriei. Fiecare poartă este asociată cu o zeiță diferită și impune ca defunctul să recunoască caracteristicile speciale ale zeității. Textul implică faptul că unii oameni vor trece prin porți nevătămați, dar alții vor avea de suferit chinuri într-un Lac de Foc. 